# Abrothrix manni
El ratón sedoso de Mann (Abrothrix manni) es una especie de roedor del género Abrothrix de la familia Cricetidae. Habita en el sudoeste del Cono Sur de Sudamérica.

## Taxonomía
Esta especie fue descrita originalmente en el año 2015 por varios zoólogos, el uruguayo Guillermo D'Elía, los argentinos Pablo Teta y Ulyses F. J. Pardiñas y los estadounidenses Nathan S. Upham y Bruce D. Patterson. Para diferenciarla emplearon tanto datos morfológicos como moleculares.
Localidad tipo
La localidad tipo referida es: “Rampa Los Canelos (41°38.858′S, 72°10.333′W), lago Tagua Tagua, Región de Los Lagos, Chile”.
Holotipo
El holotipo es el catalogado como: UACH 7283, el cual fue colectado por Guillermo D’Elía el 8 de abril de 2008 (número de campo GD 1190). Fue conservado su cráneo, el cuerpo en líquido, y muestras de tejido en alcohol.
Etimología
Etimológicamente, el término específico manni es un epónimo que refiere al apellido de la persona a quien fue dedicada, el zoólogo chileno Guillermo Mann Fischer, destacado mastozoólogo autor de la obra "Los pequeños mamíferos de Chile", publicada de manera póstuma.
Relaciones filogenéticas
Sobre la base de análisis filogenéticos de secuencias del gen del citocromo b, los investigadores concluyeron que Abrothrix manni es una especie hermana a un clado integrado por dos ratones de especies australes: A. sanborni (con quien fue largamente confundida) y A. lanosus, de las cuales difiere en promedio 5,2 % y 5,7 % respectivamente.

## Distribución geográfica y hábitat
Esta especie de roedor se distribuye en el bosque pluvial valdiviano del sur de Chile y el sudoeste de la Argentina, (entre las latitudes 39° y 43°S). En Chile vive en el norte de la isla Grande de Chiloé y en áreas continentales adyacentes en las regiones de Los Lagos y de Los Ríos, alcanzando por el norte el sector de Llifén y San José de la Mariquina. En la Argentina solo fue colectado en una localidad del oeste de la provincia de Neuquén (ribera noroeste del lago Quillén).
Este roedor habita en el bosque valdiviano, desde el nivel del mar hasta una altitud de alrededor de 800 m s. n. m.. La especie solo se distribuye en la porción continental, estando ausente de todas las islas costeras.

## Características
Abrothrix manni se identifica, entre otras características, por presentar un patrón cromático de su pelaje consistente en dorsalmente negruzco-marrón oscuro a marrón-oliva y ventralmente marrón-grisáceo a grisáceo. Su cráneo es delicado y en él destaca la constricción interorbital, la cual posee una forma de reloj de arena; la caja craneana es redondeada; el rostro es alargado y angosto.
Mide 19 cm de largo total, de los cuales 8,3 cm corresponden a su cola. Su peso es de 28 gramos.

## Comportamiento
Es una especie característica del ambiente boscoso valdiviano. En base al estudio del contenido estomacal de los ejemplares capturados, es definido como un roedor omnívoro, alimentándose de larvas e insectos, así como de semillas y hongos. Se especula que podría ser depredado por zorros, güiñas, pumas y aves rapaces.

## Conservación
Dado que el ecosistema boscoso en el cual vive está sufriendo una intensa desforestación, y siguiendo los criterios de la organización internacional dedicada a la conservación de los recursos naturales Unión Internacional para la Conservación de la Naturaleza (IUCN), los investigadores recomendaron que sea clasificada como una especie “casi amenazada” en la obra: Lista Roja de Especies Amenazadas.